# Czepino
Czepino (Duits: Wintersfelde) is een plaats in het Poolse district  Gryfiński, woiwodschap West-Pommeren. De plaats maakt deel uit van de gemeente Gryfino en telt 412 inwoners.

## Foto's

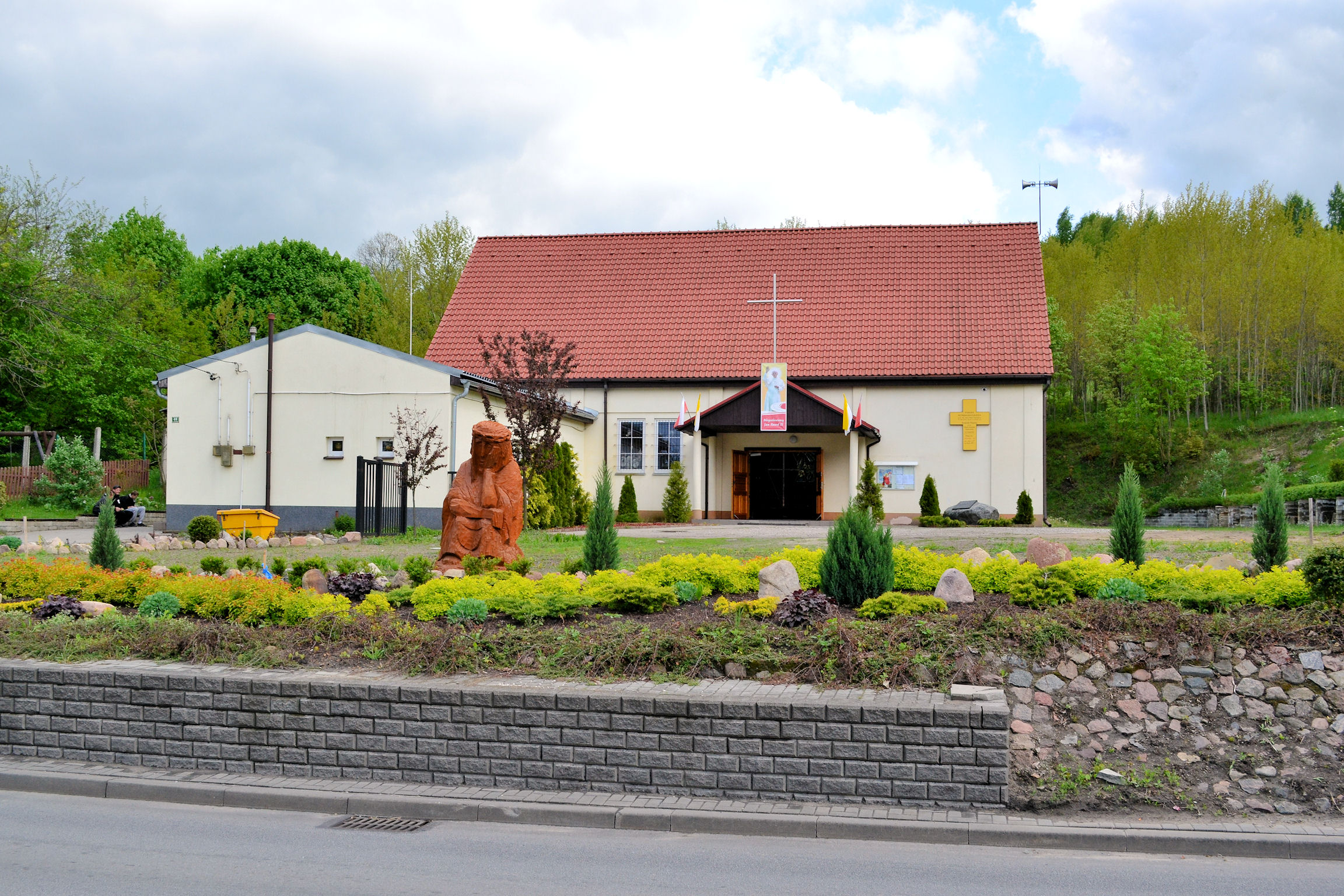
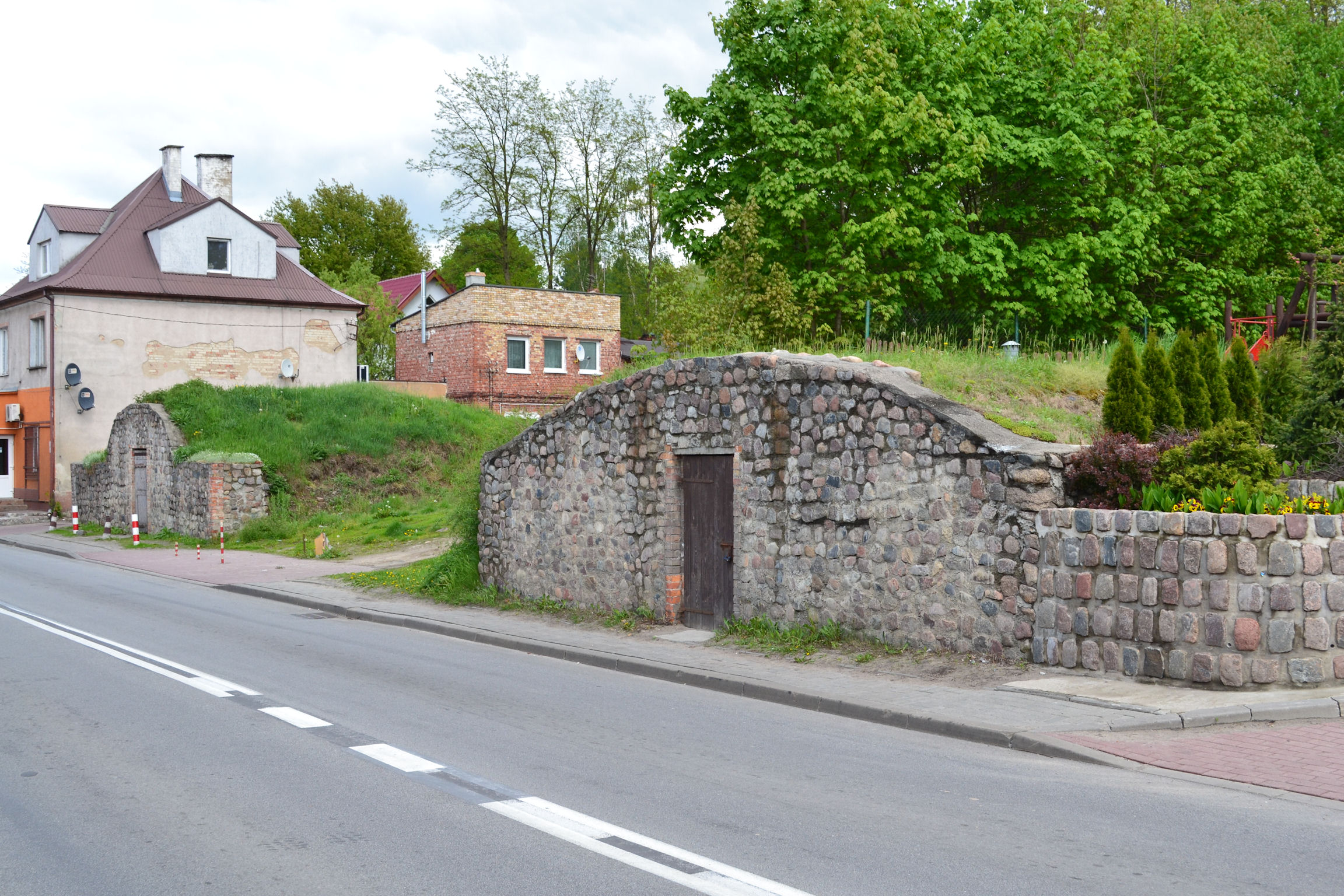

## Verkeer en vervoer
- Station Czepino